# Lednické Rovne
Lednické Rovne és un poble i municipi d'Eslovàquia que es troba a la regió de Trenčín. La primera menció escrita de la vila es remunta al 1471.

## Demografia
| Godina             | 1994 | 2004   | 2014   | 2024   |
| ------------------ | ---- | ------ | ------ | ------ |
| Nombre de persones | 4004 | 4209   | 4097   | 3844   |
| Diferència         |      | +5,11% | −2,66% | −6,17% |

| Godina             | 2023 | 2024   |
| ------------------ | ---- | ------ |
| Nombre de persones | 3869 | 3844   |
| Diferència         |      | −0,64% |